# Darius W. Gaskins Jr.
Darius William Gaskins Jr. (* 16. September 1939 in Washington, D.C.) ist ein amerikanischer Manager und Regierungsbediensteter.

## Leben
An der United States Military Academy in West Point legte er 1961 seinen Bachelor in Military Science ab. Zwei Jahre später erfolgte sein Abschluss als Master of Science in den Ingenieurwissenschaften Astronautik und Messtechnik an der University of Michigan. Danach war er bis 1967 als Instructor an der Aerospace Research Pilots School der US Air Force. Er wurde mit der Air Force Distinguished Service Medal geehrt. 1970 folgte der Abschluss als Ph.D. in Wirtschaftswissenschaften an der University of Michigan. Anschließend war er bis 1973 Dozent für dieses Fachgebiet an der University of California, Berkeley.
1973 übernahm der registrierte Demokrat Darius W. Gaskins eine Position im Innenministerium der Vereinigten Staaten. Hier war er bis 1975 beschäftigt und war zuletzt für den Bereich "Äußerer Festlandssockel" zuständig. Danach war er wieder für ein Jahr Dozent in Berkeley, bis er 1976 eine Tätigkeit in der Federal Trade Commission aufnahm. Dem folgte 1977 ein Posten im Civil Aeronautics Board. 1978 übernahm er eine leitende Stelle im Energieministerium. 1979 wurde er von US-Präsident Jimmy Carter für den vakanten Sitz von Virginia Mae Brown in der Regulierungsbehörde Interstate Commerce Commission nominiert und trat nach seiner Senatsbestätigung sein Amt am 23. Juli 1979 an. Mit Wirkung vom 1. Januar 1980 wurde er nach dem Rücktritt von A. Daniel O’Neal Leiter dieser Behörde. Nach der gescheiterten Wiederwahl von Jimmy Carter als US-Präsident trat er am 1. Februar 1981 von seinem Posten in der Interstate Commerce Commission zurück. Sein Nachfolger wurde Paul H. Lamboley.
Danach war er ein Jahr für das Öl- und Gasunternehmen Natomas North America tätig. 1982 wechselte er zur Bahngesellschaft Burlington Northern Railroad. Bei dieser Gesellschaft war er von 1985 bis 1989 President und Chief Executive Officer. 1988 erhielt er die Auszeichnung Railroader of the Year.
1989 bis 1991 war er Gastprofessor an der John F. Kennedy School of Government an der Harvard University. 1993 gründete er das Beratungsunternehmen Norbridge Inc., an dem er bis 2009 beteiligt war. Seit 2010 ist er am Beratungsunternehmen Brigadier Consulting Group beteiligt.
Weiterhin ist er Vorsitzender der Energy Policy Research Foundation und war Vorstandsmitglied von Anacomp Inc., Burlington Northern Inc., Eagle-Picher Industries, Leaseway Transportation Corporation, MidSouth Corporation, Northwestern Steel and Wire Company, Railrunner North America und UNR Industries. Er war Aufsichtsratsvorsitzender der Sapient Corporation von 2008 bis 2012.
Er ist mit Stephanie Richardson verheiratet und hat mit ihr fünf Kinder.

## Aufsätze
- Dynamic limit pricing: Optimal pricing under threat of entry Journal of Economic Theory, 1971, Band 3, Ausgabe 3, S. 306–322
- Alcoa revisited: The welfare implications of a secondhand market Journal of Economic Theory, 1974, Band  7, Ausgabe 3, S. 254–271
- A Note on Unilateral Withholding Land Economics, 1979, Band  55, Ausgabe 1, S. 135–140
- Model Comparisons of the Costs of Reducing CO2 Emissions American Economic Review, 1993, Band  83, Ausgabe 2, S. 318–23
- Regulation of Freight Railroads in the Modern Era: 1970 - 2010 Review of Network Economics, 2008, Band 7, Ausgabe 4, S. 1–12